# 6135 Billowen
6135 Billowen (1990 RD9) là một tiểu hành tinh vành đai chính được phát hiện ngày 14 tháng 9 năm 1990, bởi Henry E. Holt ở Palomar.